# Parupuk Jae
Parupuk Jae is een bestuurslaag in het regentschap Padang Lawas Utara van de provincie Noord-Sumatra, Indonesië. Parupuk Jae telt 135 inwoners (volkstelling 2010).